# 横尾義智
横尾 義智（よこお よしとも、1893年8月28日 – 1963年1月9日）は、日本の政治家。

## 経歴
新潟県東頸城郡小黒村（のち同郡安塚村→安塚町、現在の上越市）に生まれる。1902年、東京聾唖学校入学、1908年に同校唖生尋常科を卒業。その後、同校図画科に進学し、1912年に卒業。1915年、家督を相続し、翌1916年5月には安塚銀行創業の発起人塩崎貞佐久の四女里子と結婚。1920年7月、小黒村長の滝沢義親らと小黒信用購買販売利用組合を設立し、組合長を務める。1921年に出資者の一人として東京楽善合資会社の設立にあたり、1923年には代表社員となった。1934年2月4日、小黒村長となる。また、 日本聾唖協会の専務理事をその創立時から務めた。大政翼賛会小黒村支部長であったことにより、戦後、公職追放となる。1950年に解除。スポーツマンでテニスが得意であった。